# Kaproun (Kunžak)
Kaproun (německy Kaltenbrunn) je malá vesnice, část obce Kunžak v okrese Jindřichův Hradec v Jihočeském kraji. Nachází se asi 4,5 kilometru jižně od Kunžaku. Prochází zde silnice II/151. Je zde evidováno 23 adres. V roce 2011 zde trvale žili dva obyvatelé.
Kaproun je také název katastrálního území o rozloze 4,09 km².

## Historie
První písemná zmínka o vesnici pochází z roku 1487. V roce 1921 zde stálo 28 domů a žilo 152 obyvatel, z toho 33 Čechů a 118 Němců.  V letech 1938 až 1945 byla ves v důsledku uzavření Mnichovské dohody přičleněna k nacistickému Německu.

## Přírodní poměry
Severovýchodně od vesnice leží národní přírodní památka Kaproun. V katastrálním území Kaproun pramení říčka Dračice.

## Obyvatelstvo
| Rok            | 1869 | 1880 | 1890 | 1900 | 1910 | 1921 | 1930 | 1950 | 1961 | 1970 | 1980 | 1991 | 2001 | 2011 | 2021 |
| -------------- | ---- | ---- | ---- | ---- | ---- | ---- | ---- | ---- | ---- | ---- | ---- | ---- | ---- | ---- | ---- |
| Počet obyvatel | 166  | 169  | 154  | 155  | 139  | 152  | 139  | 73   | 57   | 34   | 16   | 4    | 6    | 2    | 6    |
| Počet domů     | 31   | 31   | 32   | 27   | 27   | 28   | 30   | 24   | 12   | 13   | 8    | 17   | 18   | 19   | 20   |

## Obecní správa
Při sčítání lidu v letech 1850–1879 Kaproun byl osadou obce Klenová v okrese Jindřichův Hradec. V letech 1880–1960 byl samostatnou obcí v okrese Jindřichův Hradec. V letech 1961–1985 byl částí obce Hůrky v okrese Jindřichův Hradec. Od 1. července 1985 je částí obce Kunžak v okrese Jindřichův Hradec.

## Železniční zastávka
Železniční zastávka u vesnice je spojena s literární postavou Járy Cimrmana, který v ní byl vyhozen z vlaku. Zastávka se nachází v lese nedaleko od samotné vsi. Na této zastávce má Jára Cimrman zřícenou mohylu a pamětní desku. Na místo se lze dostat úzkokolejkou Jindřichohradeckých místních drah z Jindřichova Hradce nebo opačně z Nové Bystřice nebo autem do Kaprounu a odtud pěšky lesem.